# Brett Hollister
Brett James Hollister (ur. 19 maja 1966 w Rotorua) – nowozelandzki wioślarz (sternik), brązowy medalista olimpijski i mistrz świata.

## Kariera
Wystąpił na igrzyskach olimpijskich w Los Angeles w 1984, gdzie osada Nowej Zelandii w składzie: Kevin Lawton, Don Symon, Barrie Mabbott, Ross Tong i Brett Hollister zdobyła brązowy medal w czwórkach ze sternikiem. W finale A uplasowali się o 5,04 sekundy za osadą Wielkiej Brytanii i o 3,40 sekundy za osadą Stanów Zjednoczonych. Był to jego jedyny start olimpijski.
Na mistrzostwach świata w Duisburgu (1983) Conrad Robertson, Greg Johnston, Keith Trask, Les O'Connell i Brett Hollister zdobyli złoty medal w czwórkach ze sternikiem. W wyścigu finałowym o 2,40 sekundy wyprzedzili osadę NRD, a o 3,09 sekundy pokonali osadę ZSRR. Ponadto był czwarty w ósemkach na mistrzostwach świata w Hazewinkel (1985), gdzie Nowozelandczycy przegrali walkę o podium z osadą USA o 1,92 sekundy.
Po zakończeniu kariery pracował jako menedżer sklepów sportowych w Nowej Zelandii, między innymi Reebok i Nike. Jest też działaczem sportowym, w 2006 został wybrany na prezesa zarządu North Harbour Rugby Union.